# Dolina Waksmundzka

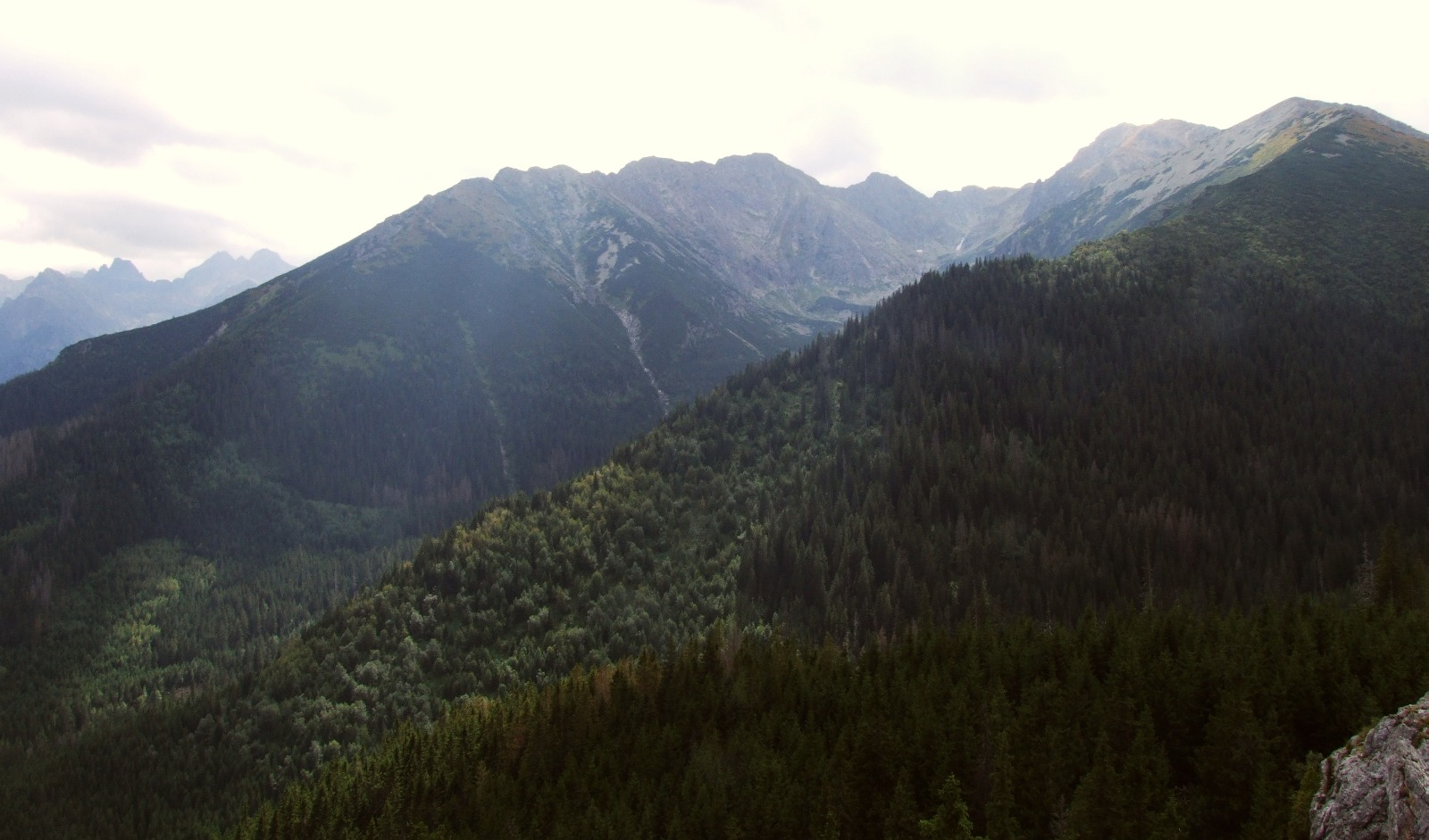
Blick vom Gipfel Gęsia Szyja

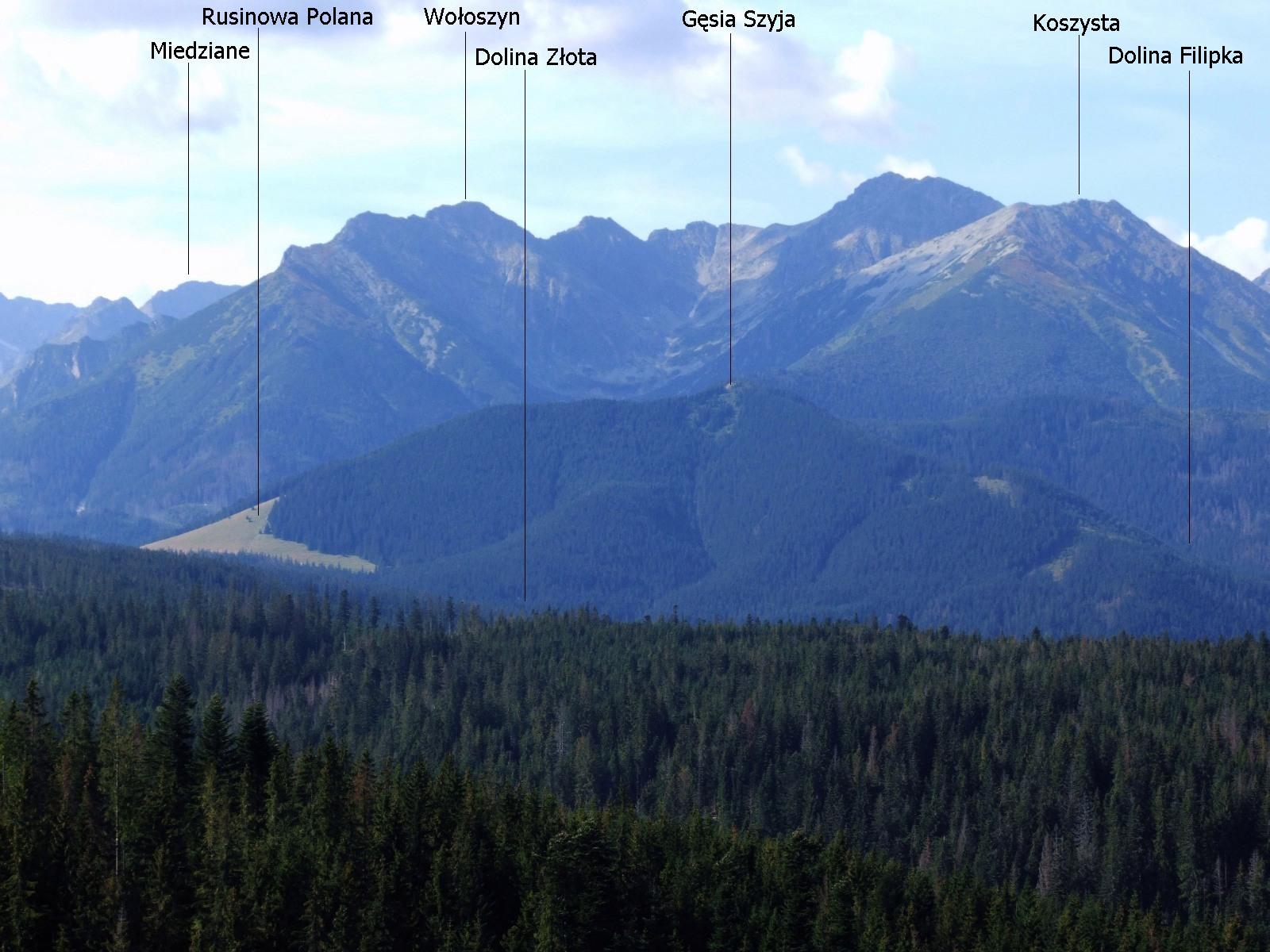
Blick von der Alm Głodówka

Das eiszeitlich durch Gletscher geformte Dolina Waksmundzka ist ein Seitental des Tals Dolina Białki in der polnischen Hohen Tatra in der Woiwodschaft Kleinpolen. Es liegt unterhalb des Hängetals Świstówka Waksmundzka.

## Geographie
Das Tal ist rund 5 km lang und von über 2200 m hohen Bergen umgeben, u. a. das Massiv des Wołoszyn und der Koszysta. Es hat eine Fläche von ca. 6 km².
Das Tal fällt von Südwesten nach Nordosten von ca. 2000 Höhenmetern auf 1400 Höhenmeter herab. Es wird vom Gebirgsbach Waksmundzki Potok durchflossen, der in die Białka mündet. Im oberen Bereich des Tals befinden sich vier kleinere Bergseen. An dem Bach gibt es einen ca. 15 Meter hohen Wasserfall Młyn.

## Etymologie
Der Name lässt sich übersetzen als „Waksmundtal“. Waksmund ist ein Dorf in der Region Podhale am Fuße der Hohen Tatra, dem das Tal, insbesondere die Alm Hala Waksmundzka, gehört hat.

## Flora und Fauna
Das Tal liegt unterhalb und oberhalb der Baumgrenze. Es ist ein striktes Naturreservat, das nicht betreten werden darf. Lediglich im unteren Bereich durchqueren Wanderwege das Tal. Es ist Rückzugsgebiet für Hirsche, Bären, Luchse und Wölfe.

## Klima
Im Tal herrscht Hochgebirgsklima.

## Almwirtschaft
Vor der Errichtung des Tatra-Nationalparks im Jahr 1954 wurde das Tal seit dem 17. Jahrhundert für die Almwirtschaft genutzt. Danach wurden die Eigentümer der Almen enteignet bzw. zum Verkauf gezwungen.

## Tourismus
Der ehemalige Wanderweg durch das Tal bis auf den Bergpass Krzyżne ist für Wanderer geschlossen. Im unteren Bereich des Tals wird es von drei Wanderwegen durchquert.
- ▬ Ein rot markierter Wanderweg führt vom Zakopaner Stadtteil Toporowa Cyrhla zum Bergsee Meerauge.
- ▬ Ein schwarz markierter Wanderweg führt von der Alm Rusinowa Polana auf die Alm Polana pod Wołoszynem.
- ▬ Ein blau markierter Wanderweg führt vom Tal Dolina Filipka zur Alm Palenica Białczańska.